# Астма
Астмата (на гръцки: ἅσθμα, ásthma – задъхване), наричана още бронхиална астма, е често срещано хронично възпалително заболяване на бронхите, което се характеризира с наличието на променливи и повтарящи се симптоми, обратима обструкция на въздушния поток и бронхоспазъм. Често срещаните симптоми включват хриптене, кашлица, стягане в гърдите и диспнея. Астмата е  вследствие на алергична реакция на организма или емоционален стрес. Съпътствано е с епизоди на задъхване, недостиг на въздух, болки в гърдите и кашлица. Между епизодите хората обикновено се чувстват добре. Астмата се свързва с отслабналите имунни функции на организма. Тя може да се прояви в слаба форма, но може да се превърне и в опасност за живота на пациента. Лекува се с лекарства и смяна на климата.
Смята се, че причината за поява на астма е комбинацията от генетични фактори и фактори на околната среда. Диагнозата астма обикновено се основава на модела на симптомите, отговора към терапията с течение на времето и спирометрията (FEV1). Астмата се класифицира клинично според честотата на симптомите, форсирания експираторен обем за една секунда (FEV1) и скоростта на върховия експираторен дебит. Астмата може да се класифицира и като атопична (външна) или неатопична (вътрешна), като атопията се свързва с предразположеност към развиване на реакции на свръхчувствителност от тип 1.
За лечение на остри симптоми обикновено се използва инхалаторен бързодействащ бета-2 агонист (като напр. салбутамол) и перорални кортикостероиди. В много тежки случаи може да се наложи интравенозно приложение на кортикостероиди, магнезиев сулфат и хоспитализация. Симптомите могат да бъдат предотвратени както чрез избягване на тригери като напр. алергени и дразнители, така и чрез употребата на инхалаторни кортикостероиди. Бета агонисти с продължително действие (ДДБА) или левкотриен антагонисти могат да се използват като допълнение към инхалаторните кортикостероиди, ако симптомите на астма останат неконтролирани. След 70-те години на ХХ век разпространението на астма значително се е увеличило. През 2011 г. са засегнати между 235 и 300 милиона души по света, като това включва около 250 хил. смъртни случая.

## Признаци и симптоми
Астмата се характеризира с повтарящи се епизоди на хриптене, диспнея, стягане в гърдите и кашлица. При кашлица от белия дроб може да се образува храчка, но често трудно се отделя. По време на възстановяване от пристъп, тя може да изглежда подобна на гной поради високите нива на белите кръвни клетки, наречени еозинофили. Симптомите обикновено се влошават през нощта и рано сутрин или в резултат на физически упражнения или студен въздух. Някои хора с астма рядко изпитват симптоми, като те се появяват обикновено в отговор на тригери, докато други може да имат ясно изразени и персистиращи симптоми.

### Свързани заболявания
Редица други заболявания се срещат по-често при пациенти с астма, като това включва: гастроезофагеална рефлуксна болест (ГЕРБ), синуит и обструктивна сънна апнея. Психичните разстройства са също по-чести, като тревожните разстройства се срещат при 16 – 52%, а афективните разстройства при 14 – 41%. Въпреки това обаче не е известно дали астмата предизвиква психични проблеми или психичните проблеми водят до астма.

## Причини
Астмата се дължи на комбинация от комплексни и само частично изяснени генетични взаимодействия и взаимодействия на околната среда. Тези фактори влияят на тежестта на заболяването и неговия отговор към лечението. Смята се, че увеличените случаи на астма в последно време се дължат на променящата се епигенетика (наследствени фактори, различни от тези, свързани с ДНК секвенцията), както и на променящата се среда на живот.

### Околна среда
Много фактори на околната среда са свързани с развиване и обостряне на астмата, включително алергени, замърсяване на въздуха и наличие на други химикали в околната среда. Пушенето по време на бременност и след раждане е свързано с по-голям риск от симптоми, подобни на астма. Ниското качество на въздуха, дължащо се на замърсяването от превозни средства или високите нива на озон, се свързва с развиване на астма, както и с увеличаване на тежестта на заболяването. Излагането на летливи органични съединения на закрито може да бъде тригер за астмата. Излагането на формалдехид определено се свързва със заболяването. Фталатите при поливинилхлоридаа също се свързват с астма при деца и възрастни, тъй като те представляват излагане на високи нива на ендотоксин.
Астмата се свързва с излагането на алергени на закрито. Често срещаните алергени на закрито включват: домашни акари, хлебарки, животински пърхот и плесен. Оказа се, че усилията за намаляване на броя на домашните акари са неефективни. Някои вирусни респираторни инфекции могат да повишат риска от развиване на астма при малки деца, като напр. респираторен синцитиален вирус и риновирус. Някои други инфекции обаче може да намалят този риск.

#### Хигиенна хипотеза
Хигиенната хипотеза е теория, която се опитва да обясни повишените нива на астма по света като пряк и неволен резултат от намалената експозиция на непатогенни бактерии и вируси по време на детството. Предполага се, че намалената експозиция на бактерии и вируси се дължи отчасти на повишената чистота и по-малкия брой членове в семейството в съвременните общества. Доказателствата в подкрепа на хигиенната хипотеза включват по-ниски нива на астма във фермите и в домакинствата с домашни животни.
Употребата на антибиотици в ранна възраст е свързана с развитието на астма. Раждането с цезарово сечение също се свързва с повишен риск от поява на астма (приблизително 20 – 80%). Този повишен риск се дължи на липсата на здравословни бактериални колонии, с които новороденото влиза в контакт при преминаването си през родовия канал. Съществува връзка между астмата и степента на охолство в живота.

### Генетика
| Нива на ендотоксини | CC генотип | TT генотип |
| ------------------- | ---------- | ---------- |
| Висока експозиция   | Нисък риск | Висок риск |
| Ниска експозиция    | Висок риск | Нисък риск |

Фамилната обремененост е рисков фактор за появата на астма, при което роля играят много различни гени. При близнаци, ако единият близнак е засегнат, вероятността другият да има това заболяване е приблизително 25%. До края на 2005 г. се установява връзка на 25 гена с появата на астма при шест или повече отделни популации, включващи: глутатион S-трансфераза Mu 1, интерлевкин-10, ЦТЛА-4, LEKTI, левкотриен C4 синтаза, рецептор на интерлевкин-4  и дезинтегрин и металопротеиназа 33 и др. Много от тези гени са свързани с имунната система или с модулиране на възпалението. Дори и сред извеждането на този списък от гени, подкрепени от проучвания с висока повторяемост, резултатите не са последователни сред всички изследвани популации. През 2006 г. над 100 гени са били свързани с появата на астма при едно изследване за генетичната асоциация. Предстоят и нови открития.
Някои генетични варианти могат да предизвикат астма, само когато се комбинират със специфични условия на експозиция на околната среда. Пример за това е специфичен единичен нуклеотиден полиморфизъм в зоната на CD14 и излагането на ендотоксин (бактериален продукт). Излагането на ендотоксин може да идва от няколко източника на околната среда, които включват тютюнев дим, кучета и ферми. Тогава рискът от появата на астма се определя от генетиката на даден индивид, както и степента на излагане на ендотоксин.

### Медицински заболявания
Тройката – атопична екзема, сенна хрема и астма се нарича атопия. Най-силният рисков фактор за развитието на астма е история на атопия, като астмата се проявява в много по-голяма степен при тези, които имат екзема или ринит. Астмата се свързва със синдрома на Чърг-Щраус, който представлява автоимунно заболяване и васкулит. Индивиди с определени видове уртикария могат също да изпитат симптоми на астма.
Съществува връзка между затлъстяването и риска от астма, като през последните години и двете заболявания засягат повече хора. Могат да участват няколко фактора, включващи понижена респираторна функция в резултат на натрупването на мазнини, както и фактът, че мастната тъкан води до провъзпалително заболяване.
Лекарствата от групата на бета-блокерите като напр. пропранолол могат да предизвикат астма при хора, които са податливи на заболяването. Кардиоселективните бета-блокери обаче изглежда са безопасни при пациенти с леко или умерено заболяване. Други лекарства, които могат да предизвикат проблеми, са ацетилсалициловата киселина, нестероидните противовъзпалителни средства и инхибиторите на ангиотензин-конвертиращия ензим.

### Изостряне
Някои хора имат стабилна астма в продължение на седмици или месеци и после изведнъж развиват епизод на остра астма. Различните хора реагират различно на различните фактори. Повечето хора могат да развият силно изостряне от различен брой задействащи фактори.
Домашните фактори, които могат да доведат до изостряне на астмата, включват прах, животински пърхот (особено котешки и кучешки косми), алергени от хлебарки и плесен. Парфюмите са честа причина за остри пристъпи при жените и децата. И вирусните, и бактериалните инфекции на горните дихателни пътища могат да влошат заболяването. Психологичният стрес може да влоши симптомите – смята се, че стресът променя имунната система и по този начин повишава възпалителната реакция на въздушните пътища на алергени и дразнители.

## Патофизиология
Астмата е резултат от хронично възпаление на дихателните пътища, което впоследствие води до повишена свиваемост на заобикалящите гладки мускули. Това, заедно с другите фактори, води до пристъпи на стесняване на въздушния път и до класическия симптом – хриптене. Стесняването обикновено изчезва със или без лечение. Понякога самите въздушни пътища се променят. Типичните промени на въздушните пътища включват повишаване на еозинофилите и удебеляване на ламина ретикуларис. Гладкият мускул на въздушния път може да се увеличи хронично заедно с увеличаването на броя мукозни жлези. Другите видове клетки включват: T лимфоцити, макрофаги и неутрофили. Може да са включени и други компоненти на имунната система, в това число: цитокини, хемокини, хистамин и левкотриени и други.

## Диагноза
Въпреки че астмата е добре познато заболяване, няма единна общопризната дефиниция за нея. Тя е дефинирана от Глобалната инициатива за астма като „хронично възпаление на въздушните пътища, при което играят роля много клетки и клетъчни елементи“. Хроничното възпаление е свързано с хипер реакция на въздушния път, която води до повтарящи се епизоди на хриптене, задух, стягане в гърдите и кашлица, особено нощно време или рано сутрин. Тези епизоди обикновено са свързани с обширна, но променлива обструкция на въздушния поток в белите дробове, която често изчезва спонтанно или чрез лечение.
Понастоящем няма прецизен тест, при който диагнозата типично да се основава на модела на симптомите и реакцията на лечение във времето. Трябва да се предположи диагноза за астма, ако има история на: повтарящо се хриптене, кашлица или затруднено дишане и ако тези симптоми се появяват или влошават поради физически упражнения, вирусни инфекции, алергени или замърсяване на въздуха. В такива случаи за потвърждаване на диагнозата се използва спирометрия. Диагнозата се поставя по-трудно при деца под шестгодишна възраст, тъй като те са твърде малки за спирометрия.

### Спирометрия
Спирометрията се препоръчва като помощно средство за поставяне на диагноза и лечение. Това е единственият най-добър тест за астма. Ако форсираният експираторен обем за една секунда FEV1, измерен чрез тази техника, се подобри с повече от 12% след прилагането на бронходилатор като салбутамол, това потвърждава диагнозата. Той обаче може да е нормален при хора с история на лека астма, която не е изострена. Дифузният капацитет за едно издишване може да помогне да се различи астма от ХОББ (хронична обструктивна белодробна болест). Разумно е да се прави спирометрия на всяка една или две години, за да се проследи доколко добре се контролира астмата на пациента.

### Други
Провокацията с метахолин включва вдишването на все по-високи концентрации на субстанция, която предизвиква стесняване на въздушния път при тези, които са предразположени. Ако резултатът е отрицателен, това означава, че пациентът няма астма, ако обаче е положителен, това не е специфично за болестта.
Другите подкрепящи доказателства включват: разлика от ≥20% във върховия експираторен дебит в продължение на поне три дни в седмицата за поне две седмици, подобрение от ≥20% на върховия експираторен дебит след лечение със салбутамол, вдишвани кортикостероиди или преднизон или ≥20% намаляване на върховия експираторен дебит след излагане на тригер. При измерването на върховия експираторен дебит има повече колебания, отколкото при спирометрията и затова не се препоръчва за рутинна диагноза. Може да бъде полезен при ежедневния самоконтрол при пациенти с умерена до тежка форма на заболяването и за проверка на ефикасността на новите лекарства. Може също да е полезен за насочване на лечението при пациенти със силно изостряне на болестта.

### Класификация
| Тежест               | Честота на симптомите | Симптоми през нощта | %FEV1 от предвиденото | Променливост на FEV1 | Употреба на бързодействащ бета-2-агонист |
| -------------------- | --------------------- | ------------------- | --------------------- | -------------------- | ---------------------------------------- |
| Интермитентна        | ≤2/седмица            | ≤2/месец            | ≥80%                  | <20%                 | ≤2 дни/седмица                           |
| Лека персистираща    | >2/седмица            | 3 – 4/месец         | ≥80%                  | 20 – 30%             | >2 дни/седмица                           |
| Умерена персистираща | Всеки ден             | >1/седмица          | 60 – 80%              | >30%                 | всеки ден                                |
| Тежка персистираща   | Постоянно             | Чести (7×/седмица)  | <60%                  | >30%                 | ≥два пъти/ден                            |

Астмата се класифицира клинично според честотата на симптомите, форсирания експираторен обем за една секунда (FEV1) и върховия експираторен дебит. Астмата може също да бъде класифицирана като атопична (външна) или неатопична (вътрешна), въз основа на това дали симптомите са ускорени от алергени (атопична), или не (неатопична). Докато астмата се класифицира въз основа на тежестта ѝ, няма ясен метод за класифициране на различните подгрупи на астмата извън тази система. Намирането на начини за идентифициране на подгрупите, които реагират добре на различните видове лечения понастоящем е изключително важна цел за изследването на астмата.
Въпреки че астмата е хронично обструктивно заболяване, тя не се счита като част от хроничната обструктивна белодробна болест, тъй като този термин се отнася конкретно до комбинация от болести, които са необратими, като бронхиекстазната болест, хроничния бронхит и емфиземата. За разлика от тези болести, обструкцията на въздушния път при астмата обикновено е обратима, ако обаче се остави нелекувано, хроничното възпаление от астмата може да доведе до необратима обструкция на белите дробове поради премоделирането на въздушния път. За разлика от емфиземата астмата засяга бронхите, а не алвеолите.

#### Влошаване на астмата
| Почти фатално                                             | Високо ниво на PaCO2 и/или необходимост от изкуствено дишане | Високо ниво на PaCO2 и/или необходимост от изкуствено дишане |
| Животозастрашаващо (който и да е от симптомите)           |                                                              |                                                              |
| Клинични признаци                                         | Измервания                                                   |                                                              |
| Променливо ниво на съзнание                               | Върхов дебит < 33%                                           |                                                              |
| Умора                                                     | Кислородно насищане < 92%                                    |                                                              |
| Аритмия                                                   | PаСO2< 8 kPa                                                 |                                                              |
| Ниско артериално налягане                                 | Нормално ниво на PaCO2                                       |                                                              |
| Цианоза                                                   |                                                              |                                                              |
| Липса на белодробни звуци                                 |                                                              |                                                              |
| Оскъдно дихателно усилие                                  |                                                              |                                                              |
| С остра тежест br>(който и да е от симптомите)            |                                                              |                                                              |
| Върхов дебит –50%                                         |                                                              |                                                              |
| Дихателна честота ≥ 25 дишания в минута                   |                                                              |                                                              |
| Сърдечна честота ≥ 110 удара в минута                     |                                                              |                                                              |
| Неспособност на пациента да довърши изречение на един дъх |                                                              |                                                              |
| Умерено                                                   | Влошаващи се симптоми                                        | Влошаващи се симптоми                                        |
| Умерено                                                   | Върхов дебит 50 – 80% от най-доброто или от предвижданото    |                                                              |
| Умерено                                                   | Няма признаци на остра тежка астма                           |                                                              |

Силното изостряне на астмата обикновено се нарича „астматична атака“. Класическите симптоми са недостиг на въздух, хриптене и стягане в гърдите. Докато това са първичните симптоми на астмата, при някои хора се проявява главно с кашлица, а при тежките случаи може да бъде значително нарушено движението на въздуха, така че да не се чува хриптене.
Признаците, които се появяват при астматична атака, включват употребата на помощните мускули за дишане (стерноклеидомастоида и стълбестите мускули на шията), a може да се появи парадоксален пулс (пулс, който е по-слаб при вдишване и по-силен при издишване) и прекалено раздуване на гърдите. Може да се появи син цвят на кожата и ноктите от липсата на кислород.
При леко изостряне върховият експираторен дебит (PEFR) е ≥200 L/ мин. или ≥50% от най-добрата прогноза. Умереното ниво се определя между 80 и 200 л/мин. или 25% и 50% от най-добрата прогноза, докато тежкото ниво се определя като ≤80 л/мин. или ≤25% от най-добрата прогноза.
Остра тежка астма, позната по-рано като статус астматикус, е силно изостряне на астмата, което не реагира на стандартното лечение с бронходилатори и кортикостероиди. Половината случаи се дължат на инфекции, а други се причиняват от алергени, замърсяване на въздуха или недостатъчна или неподходяща употреба на лекарства.
Стабилната (Brittle) астма е вид астма, който се характеризира с възобновяващи се остри пристъпи. Стабилната астма тип 1 е заболяване с голям диапазон на върховия дебит, въпреки интензивното лечение. Стабилната астма тип 2 е фонова, добре контролирана астма с внезапни, тежки изостряния.

#### Предизвикана от физическо натоварване
Физическите упражнения могат да предизвикат бронхоспазъм при хора със или без астма. Той се среща при повечето хора с астма и при до 20% от хората без астма. При спортистите се среща по-често при елитни състезатели, като честотата варира от 3% сред състезателите по бобслей до 50% при колоездачи и 60% при състезатели по ски бягане. Въпреки че може да се получи при всякакви климатични условия, по-обичайно е когато е времето е сухо и студено. Инхалаторните бета-2-агонисти не проявяват свойството да подобряват постиженията на атлетите, които нямат астма, но приемането им през устата може да повиши издръжливостта и силата им.

#### Професионална
Астмата като резултат от (или изострена поради) условия на труд обикновено се смята за професионално заболяване. В много случаи обаче тя не е регистрирана или разпозната като такова. Смята се, че 5 – 25% от случаите на астма при възрастни са свързани с работата. Известни са няколко стотици различни причинители, като най-често това са: изоцианати, зърнен и дървесен прах, колофон, заваръчен флюс, латекс, животни и алдехиди. Професиите, свързани с най-висок риск от проблеми, включват: работещите с аерозолна боя, пекари и работещите в хранително-вкусовата промишленост, медицински сестри, работещите в областта на химията, работещите с животни, заварчици, фризьори и работещите в областта на в дървообработването.

### Диференциална диагноза
Много други състояния могат да предизвикат симптоми, подобни на тези при астма. При децата трябва да се имат предвид други заболявания на горните дихателни пътища, като алергичен ринит и синузит, както и други причини за обструкция на дихателните пътища, включващи: вдишване на чужди тела, трахеална стеноза или ларинготрахеомалация, васкуларни пръстени, увеличени лимфни възли или тумори на шията. При възрастните трябва да се имат предвид ХОББ, застойна сърдечна недостатъчност, тумори на дихателните пътища, както и медикаментозно предизвикана кашлица чрез ACE инхибитори. И при двете групи по подобен начин може да се прояви дисфункция на гласните струни.
Хроничната обструктивна белодробна болест може да съществува заедно с астмата и да се прояви като усложнение на хроничната астма. След 65-годишна възраст повечето хора с обструктивно заболяване на дихателните пътища развиват астма и ХОББ. При това положение ХОББ може да бъде диференцирана чрез повишения брой неутрофили в дихателните пътища, ненормално увеличена дебелина на стената и уголемена гладка мускулатура на бронхите. Изследвания на това ниво обаче не са извършвани поради сходните принципи за повлияване на ХОББ и астмата: кортикостероиди, бета-агонисти с продължително действие и спиране на тютюнопушенето. Приликите със симптомите на астмата са свързани с по-често излагане на тютюнев дим, по-напреднала възраст, по-слаба обратимост на симптомите след назначаване на бронходилатори и намалена вероятност от фамилна обремененост с атопия.

## Превенция
Доказателствата за ефикасността на мерките за предотвратяване на астма са слаби. Някои от по-многообещаващите включват: ограничаване на тютюнопушенето по време на вътреутробното развитие и след раждането, кърмене, посещаване на детски заведения или контакт с големи семейства, но никое от тях не е достатъчно подкрепено, за да бъде препоръчано при тези показания. Полезен може да бъде ранният контакт с домашни любимци. Резултатите от контакт с домашни любимци в по-късна възраст са неубедителни и единствено се препоръчва, домашните животни да бъдат отстранени от дома, ако някой от живеещите в него има симптоми на алергия спрямо въпросното животно. Няма данни за това, че ограниченията в диетата по време на бременността или кърменето са ефикасни, затова не се препоръчват. Ефективно може да бъде намаляването или премахването от работното място на такива съединения, за които е известно, че предизвикват реакции на чувствителност.

## Контрол
Въпреки че астмата не може да бъде напълно излекувана, обикновено симптомите могат да се подобрят. Нужно е да се създаде персонализиран план за активно наблюдение и контрол на симптомите. Този план трябва да включва намаляване на излагането на алергени, тестове за оценка на тежестта на симптомите и използване на медикаменти. Планът за лечение трябва да бъде записан и да указва препоръки за корекции на лечението в зависимост от промените на симптомите.
Най-ефикасното лечение на астмата е разпознаването на причинителите, като цигарен дим, домашни любимци или ацетилсалицилова киселина, и намаляване на контакта с тях. Ако избягването на причинителите е недостатъчно, препоръчва се използването на медикаменти. Фармацевтичните продукти се избират освен всичко друго и въз основа на тежестта на заболяването и честотата на симптомите. Специфичните медикаменти против астма са най-общо класифицирани на бързодействащи и такива с продължително действие.
Бронходилаторите се препоръчват за краткотрайно облекчаване на симптомите. При хора с нередовни пристъпи няма нужда от други медикаменти. Ако е налице лека персистираща форма на заболяването (повече от два пристъпа на седмица), се препоръчват нискодозови инхалаторни кортикостероиди или като алтернатива перорален прием на левкотриенов антагонист или стабилизатор на мастоцитите. При пациенти, които получават ежедневни пристъпи, се използва по-висока доза инхалаторни кортикостероиди. При умерено или тежко обостряне към това лечение се добавят перорални кортикостероиди.

### Промяна на начина на живот
Избягването на причинителите е ключов компонент за подобряване на контрола и предотвратяване на пристъпите. Най-честите причинители включват алергени, дим (тютюнев или друг), замърсяване на въдуха, неселективни бета-блокери и храни, съдържащи сулфити. Тютюнопушенето и вторичният тютюнев дим (пасивно пушене) могат да намалят ефикасността на такива медикаменти като кортикостероиди. Мерки за унищожаване на акарите в домашния прах, включващи филтриране на въздуха, химически средства за унищожаване на акарите, почистване с прахосмукачка, калъфи за матраците и други методи не са показали ефект върху симптомите на астмата.

### Медикаменти
Медикаментите, използвани за лечение на астма, са разделени на два основни класа: бързодействащи медикаменти за повлияване на острите симптоми и медикаменти за дългосрочен контрол, използвани за предотвратяване на по-нататъшно влошаване.
Бързодействащи
- Бързодействащите бета2-адренорецепторни агонисти (БДАА), като салбутамол (албутерол – търговско име в САЩ) са първа линия на лечение на симптомите на астма.[9]
- Антихолинергичните лекарства като ипатрипиев бромид осигуряват допълнителни ползи, когато се използват в комбинация с БДАА при умерени или тежки симптоми.[9] Антихолинергичните бронходилатори също могат да се използват, когато пациентът има непоносимост към БДАА.[71]
- По-старите, по-малко селективни адренергични агонисти, като инхалаторен епинефрин, имат подобна на БДАА ефективност.[104] Въпреки това те не се препоръчват поради опасения относно прекомерната сърдечна стимулация.[105]

Дългосрочен контрол
- Кортикостероидите най-общо се считат за най-ефикасното налично лечение за дългосрочен контрол.[98] Обикновено се използват инхалаторните форми, освен в случаи на тежко упорито заболяване, при което може да има нужда от перорални кортикостероиди.[98] Обичайно се препоръчва инхалаторните приложения да се използват веднъж или два пъти дневно, в зависимост от тежестта на симптомите.[106]
- Продължително действащите бета адренорецепторни агонисти (ПДАА) като салметерол и формотерол могат да подобрят контрола на астмата поне при възрастните, когато се дават в комбинация с инхалаторни кортикостероиди.[107] При децата ползата е несигурна.[107][108] Ако се използват без стероиди, те повишават риска от тежки странични ефекти[109] и дори с кортикостероиди могат леко да повишат този риск.[110][111]
- Левкотриеновите антагонисти (като монтелукаст и зафирлукаст) могат да се използват в допълнение към инхалаторни кортикостероиди, обикновено също и в комбинация с ПДАА.[98] Липсват достатъчно доказателства за ползата от тях при остри пристъпи.[112][113] При деца под петгодишна възраст, те са предпочитана допълнителна терапия след инхалаторните кортикостероиди.[114]
- Стабилизатори на мастните клетки (като натриев кромолин) са друга непредпочитана алтернатива на кортикостероидите.[98]

Начини на приемане
Медикаментите обикновено се предоставят като дозиращи инхалатори (MDI) в комбинация с астма спейсър или като инхалатор на сух прах. Спейсърът е пластмасов цилиндър, който смесва медикамента с въздух и по този начин улеснява доставянето на пълната доза от лекарството. Може да се използва също и пулверизатор. Пулверизаторите и спейсърите са еднакво ефективни при пациенти с леки до умерени симптоми, но няма достатъчно доказателства, за да се определи дали съществува разлика при пациенти с тежка симптоматика.
Нежелани реакции
Продължителната употреба на инхалаторни кортикостероиди в конвенционални дози носи незначителен риск от нежелани реакции. Рисковете включват развиване на катаракта и леко намаляване на ръста.

### Други
Когато астмата не се поддава на лечение с обикновени лекарства, съществуват други възможности както за справяне със спешни ситуации, така и за превенция на пристъпите. Възможностите за справяне със спешни ситуации включват:
- Кислород, който да облекчи хипоксията, ако нивото на насищане на клетките с кислород падне под 92%.[118]
- Интравенозното лечение с магнезиев сулфат има доказано бронходилатиращ ефект, когато се използва в комбинация с други методи за лечение на тежки остри астматични пристъпи.[119][120]
- Хелиоксът – смес от хелий и кислород – също може да бъде използван при тежки неподдаващи се на друго лечение случаи.[119]
- Интравенозното лечение със салбутамол не е подкрепено от наличните доказателства и по тази причина се използва само в краен случай.[118]
- Метилксантините (като теофилин например) някога са били широкоизползвани, но не оказват значително влияние върху ефекта от инхалаторните бета-агонисти.[118] Използването им при остри пристъпи е спорно.[121]
- Дисоциативният анестетик кетамин на теория е полезен, ако е необходимо интубиране и поставяне на командно дишане при хора, които са на ръба на дихателен арест, но липсват клинични изследвания в подкрепа на това твърдение.[122]

За пациентите с остра упорита астма, която не е контролирана чрез инхалаторни кортикостероиди и бета-адренорецепторни агонисти с продължително действие (LABA) вариант може да бъде прилагането на бронхиална термопластика. Тя включва прилагане на контролирана термална енергия към стените на дихателните пътища при серия от бронхоскопии. Макар да може да увеличи честотата на острите пристъпи през първите няколко месеца, това лечение изглежда значително намалява броя им впоследствие. Влиянието му за период по-дълъг от една година не е известно.

### Алтернативна медицина
Много пациенти с астма, както и останалите хора с хронични смущения, използват алтернативни методи за лечение – данните от проучванията показват, че около 50% използват някаква форма на неконвенционална терапия. Данните в подкрепа на ефикасността на повечето от тези форми на лечение са недостатъчни. Недостатъчни са и доказателствата за ползата от приемането на витамин C. Акупунктурата също не се препоръчва като метод за лечение на астма, тъй като няма достатъчно доказателства за ползата от нейното прилагане. Липсват също доказателства, йонизаторите за въздух да облекчават астматичните симптоми или да подобряват работата на белите дробове, като това важи за генераторите както на положителни, така и на отрицателни йони.
Няма достатъчно доказателства и в подкрепа на използването на „мануални терапии“ като остеопатия, хиропрактика, физиотерапия и дихателна терапия за лечението на астма. Дихателната техника на Бутейко за контролиране на хипервентилацията може да доведе до намаляване употребата на медикаменти, но не оказва никакво влияние върху работата на белите дробове. Затова специалистите смятат, че доказателствата в полза на нейното прилагане са недостатъчни.

## Прогноза
Прогнозите за астмата като цяло са добри, особено за децата с умерена форма на заболяване. През последните няколко десетилетия смъртността е намаляла заради по-доброто диагностициране и подобрените грижи. В световен мащаб към 2004 г. астмата е причинила средна до тежка форма на недееспособност при 19,4 милиона души (16 милиона от които са от страните с нисък и среден доход на глава от населението). В половината от случаите диагнозата астма в детска възраст десет години по-късно не се потвърждава. Наблюдават се промени на дихателните пътища, но не е известно дали те са полезни или вредни. Ранното лечение с кортикостероиди изглежда играе превантивна роля или облекчава работата на белите дробове.

## Епидемиология
Към 2011 г. 235 – 300 милиона души по целия свят са били засегнати от астма, а в световен мащаб тя води до смъртта на около 250 хил. души годишно. Нивата варират в различните страни като най-често са между 1 и 18%. Болестта се среща по-често в развитите, отколкото в развиващите се страни. Затова се наблюдават по-ниски нива на заболеваемост в Азия, Източна Европа и Африка. В развитите страни астмата се среща по-често сред лицата с нисък икономически статус, докато в развиващите се страни от нея страдат преди всичко богатите. Причината за тези разлики не е добре изяснена. На страните с нисък и среден доход на глава от населението се падат повече от 80% от смъртните случаи.
Докато от астма боледуват два пъти повече момчета, отколкото момичета, острите форми на заболяването се срещат еднакво често и при двата пола. За разлика от това при възрастните жени се наблюдават по-високи нива на заболеваемост от астма, отколкото при мъжете, и тя се среща по-често сред младите, отколкото сред възрастните.
В световен мащаб броят на болните от астма е нараснал значително между 70-те години на XX век и 2008 г., като от 80-те години на XX век астмата се смята за основен проблем на общественото здраве. От средата на последното десетилетие на XX век нивата на заболеваемост от астма в развития свят са непроменени, като напоследък се наблюдава увеличаване преди всичко в развиващия се свят. Астмата засяга приблизително 7% от населението на Съединените щати и 5% от хората в Обединеното кралство. Нивата в Канада, Австралия и Нова Зеландия са около 14 – 15%.

## История
Астмата е диагностицирана в Древен Египет и е лекувана чрез пиене на тамянова смес, известна като кифи. Като отделно респираторно заболяване е описана официално от Хипократ около 450 г. пр.н.е., като в основата на нейното съвременно наименование стои гръцката дума за „задъхване“. През 200 г. пр.н.е. се е смятало, че е поне частично свързана с емоциите.
През 1873 г. една от първите дисертации в съвременната медицина по въпроса се опитва да обясни патофизиологията на заболяването, докато друго изследване от 1872 г. заключава, че астмата може да бъде лекувана чрез натриване на гръдния кош с мехлем с хлороформ. Медикаментозното лечение през 1880 г. включва употреба на интравенозно прилагане на лекарство, наречено пилокарпин. През 1886 г. Ф. Х. Бозуърт обяснява теоретично връзката между астмата и сенната хрема. Адреналинът се споменава за пръв път при лечението на астма през 1905 г. Кортикостероиди за перорално приложение започват да се използват през 60-те години на XX в., а през 70-те години започват широко да се използват инхалаторни кортикостероиди и избирателни бета-агонисти с краткотрайно действие.
През 40-те – 60-те години на XX век астмата е известна като едно от „седемте свещени“ психосоматични заболявания. Смята се, че причините за нея са психологически, като лечението често се основава на психоанализа и други лечения чрез разговор. Тъй като тези психоаналитици интерпретират астматичните хрипове като потиснат зов на дете към неговата майка, те смятат лечението на депресия за изключително важно за пациентите с астма.